# Siejatiel Siewiernyj
Siejatiel Siewiernyj (ros. Сеятель Северный) – osiedle w Rosji, w obwodzie rostowskim, w rejonie salskim. W 2010 liczyło 1218 mieszkańców.